# Кёвер, Ласло
Ла́сло Кёвер (венг. Kövér László; род. 29 декабря 1959, Папа) — венгерский и государственный политический деятель, спикер Национального собрания Венгрии. Член-учредитель партии Фидес — Венгерский гражданский союз (с 1988).

## Биография
Родился в городе Папа. Является членом-учредителем партии Фидес. Был активным участником дискуссий за круглым столом с оппозицией в 1989 году. Член парламента с 1990 года. Возглавлял свою политическую группу на Национальном собрании; возглавлял Комитет по Национальной безопасности в течение двух сроков. В 2000—2001 годах — председатель партии Фидес.
В 1996—2009 годах был членом Совета венгерской Ассоциации Гражданского Сотрудничества. Член Совета венгерской Ассоциации Международного Детского Обслуживания Безопасности с 1990 года, был его президентом с 1994 года. Занимал должность министра без портфеля, отвечающим за гражданские спецслужбы, в правительстве Виктора Орбана с 1998 по 2000 годы.
22 июля 2010 года был избран спикером Национального собрания Венгрии; вступил в должность 6 августа 2010 года, сменив своего предшественника Пала Шмитта, избранного президентом Венгрии.
С 2 апреля по 10 мая 2012 года, после ухода в отставку Пала Шмитта, исполнял обязанности президента Венгрии. С 26 февраля по 5 марта 2024 года вновь исполнял обязанности президента Венгрии после отставки Каталин Новак.